# Pristiterebra tuberculosa
Pristiterebra tuberculosa is een slakkensoort uit de familie van de Terebridae. De wetenschappelijke naam van de soort is voor het eerst geldig gepubliceerd in 1844 door Hinds.